# Vuelo 4815 de Rico Linhas Aéreas
El 14 de abril de 2004, el Vuelo 4815 de Rico Linhas Aéreas estaba operando un servicio de São Paulo de Olivença a Manaus con escala en Tefé, Brasil. El Embraer 120ER Brasilia registro PT-WRO tenía 30 pasajeros y 3 tripulantes a bordo. El vuelo fue el acercamiento a Manaus a las 18:30, pero el avión cayó fuera del radar y algunos minutos más tarde, el vuelo se encuentra a 33 kilómetros (21 millas) cerca de Manaus. El accidente del vuelo 4815 mató a todos los 33 a bordo de la aeronave, la causa del accidente no fue determinada.